# Anders Nilsson (hockeista su ghiaccio)
Bengt Per Anders Nilsson (Luleå, 19 marzo 1990) è un hockeista su ghiaccio svedese.

## Palmarès

### Mondiali
- 2 medaglie:
  - 1 oro (Danimarca 2018)
  - 1 bronzo (Bielorussia 2014)